# Solesmes (Norte)
 Solesmes  é uma localidade e comuna francesa, na região de Nord-Pas-de-Calais, departamento de Norte, no distrito de Cambrai e cantão de Solesmes.

## Demografia
| 1962 | 1968 | 1975 | 1982 | 1990 | 1999 |
| ---- | ---- | ---- | ---- | ---- | ---- |
| 6042 | 6042 | 5740 | 5328 | 4892 | 4767 |

## Educação
- Escola Saint-Joseph.